# Deneva Cagigas
Deneva Cagigas Gabilondo (Ciudad de México, 1 de abril de 1995) es una exfutbolista mexicana. Ocupaba la posición de defensa y su único equipo fue el Club Universidad Nacional Femenil de la Liga MX Femenil,portaba el gafete de Capitán en el Club.

## Trayectoria
Inició su carrera en el fútbol al participar en diversas ocasiones en la Olimpiada Nacional con Quintana Roo, desafortunadamente debido a la falta de oportunidades se vio obligada a jugar en equipos varoniles, sin embargo, al llegar al límite de edad se vio obligada a trasladarse a la Ciudad de México, lo cual fue posible gracias al apoyo otorgado por la Universidad Anáhuac México Campus Sur. Donde conoció a la actual directora técnica del Club Universidad Nacional Femenil, Ileana Dávila, quien la invitó a las pruebas de selección para el equipo. 
A los 16 años asistió a su primera convocatoria con la Selección Nacional Mexicana Sub-17 sin llegar a debutar.
Tras la conformación de la Liga Femenil MX en México, fue seleccionada como jugadora en el Club Universidad Nacional Femenil, en el primer torneo de dicha liga. Deneva Cagigas debutó como titular en el torneo Apertura 2017 contra el Club de Fútbol Pachuca Femenil.
Es embajadora adidas desde 2018.

## Estadísticas
Actualizado al último partido jugado el 18 de enero de 2019.
| Club Universidad Nacional Femenil México                                                                               |               |               |    |   |   |   |    |    |      |      |      |
| 1.ª |               |               |    |   |   |   |    |    |      |      |      |
| A-2017 | 13            | 2             | 3  | 0 | 0 | 0 | 16 | 2  | 0.12 |      |      |
| C-2018 | 14            | 0             | 0  | 0 | 0 | 0 | 14 | 0  | 0.00 |      |      |
| A-2018 | 13            | 0             | 0  | 0 | 0 | 0 | 13 | 0  | 0.00 |      |      |
| C-2019 | 2             | 0             | 0  | 0 | 0 | 0 | 2  | 0  | 0.00 |      |      |
| Total club | Total club    | 42            | 2  | 3 | 0 | 0 | 0  | 45 | 2    | 0.04 |      |
| Total carrera | Total carrera | Total carrera | 42 | 2 | 3 | 0 | 0  | 0  | 45   | 2    | 0.04 |
| (2) Incluye datos de Primera División Femenil de México (2017-Act.). (2) Incluye datos de Copa MX Femenil (2017-Act.). |               |               |    |   |   |   |    |    |      |      |      |